# Billet de 1 000 dinars algériens
Recto
Verso
Le billet de 1 000 dinars est le quatrième billet en dinars algériens par ordre croissant de valeur. Le billet a été créé par le règlement no 95-05 qui date du 8 juillet 1995.
Le billet mesure 160 millimètres sur 71,7 millimètres et est de couleur violacée. L’Algérie préhistorique y est représentée. Le billet existe en deux séries ordinaires, la deuxième est plus sécurisée. 
En 2005, un billet commémoratif a été émis. 

## Développement
Le 21 mai 1992, le règlement no 92-06 est publié dans le journal officiel de la République algérienne démocratique et populaire. Dans celui-ci, la banque d'Algérie annonce la décision de créer une nouvelle série de billets de banque parmi lesquels on trouve le billet de 1000 dinars algériens. Le règlement a été signé par le vice-gouverneur de la banque d'Algérie, Mohamed Chérif Ilmane.
Le billet a été créé par le règlement no 95-05 en date du 8 juillet 1995 et a été signé par le gouverneur de la banque d'Algérie Abdelouahab Keramane. Le 20 août 1998, une deuxième série est apparue par le règlement no 98-02. Dans cette deuxième série du billet, le niveau de la sécurité a été augmenté.Le gouverneur de la banque d'Algérie Abdelouahab Keramane a également signé ce billet.
En 2005, à la suite de l'organisation du dix-septième sommet des Chefs d’État arabes à Alger, correspondant au 60e jubilé de la fondation de la Ligue des États arabes, la banque d'Algérie a émis un billet commémoratif créé par le règlement no 05-01 et signé par le gouverneur de la banque d'Algérie Mohamed Laksaci.

## Aspect
Le billet de 1 000 DA est la deuxième coupure en dinars algériens avec la valeur la plus haute, mesurant 160 millimètres sur 71,7 millimètres et de couleur bistre violacé. Le papier est filigrané de type billet de banque, teint dans la masse en bleu pâle. Il existe trois différentes séries de cette coupure (celle de 1992, 1998 et le billet commémoratif de 2005). 
Le thème principal est l’histoire de l’Algérie dans sa période préhistorique. Sur le recto, en trois couleurs juxtaposées, la vignette reproduit des éléments de la préhistoire algérienne : à droite est représentée une tête de buffle préhistorique et au centre du billet une peinture rupestre (bovidés) Au centre de la partie supérieure, un texte en langue nationale indique : "Banque d’Algérie", et au centre "mille dinars". Quant au chiffre 1 000, il est positionné horizontalement sur la partie inférieure droite du billet et verticalement sur la partie supérieure gauche de la vignette.
La vignette du verso reproduit des scènes et paysages préhistoriques algériens. En langue nationale sur le côté gauche supérieur est écrit "banque d’Algérie", et sur la partie droite au centre est écrit verticalement "mille dinars". Sur le bord inférieur du billet, au centre, est indiqué l’article du code pénal qui punit les contrefacteurs,.
En 1998, une modification du billet est apparue afin d'en améliorer la sécurité. Sur le recto, deux hologrammes sont introduits, le premier à gauche sur toute la largeur du billet, et le second à la droite du chiffre 1 000 vertical. Sur le verso un fil de sécurité est apposé.

Gouverneurs de la banque d'Algérie Abdelouahab Keramane (sur la 1re et 2e série)
Gouverneurs de la banque d'Algérie Mohamed Laksaci (sur la 2e série)
Directeur général de la Caisse générale de la Banque d'Algérie (sur la 1re et 2e série)

### Caractéristiques de sécurité
| Hologramme et filigrane du billet de 1 000 DA des séries 1998 et 2005 et aussi 1992 pour le filigrane. |  | Hologramme et filigrane du billet de 1 000 DA des séries 1998 et 2005 et aussi 1992 pour le filigrane. |  | Hologramme et filigrane du billet de 1 000 DA des séries 1998 et 2005 et aussi 1992 pour le filigrane. |
| Hologramme et filigrane du billet de 1 000 DA des séries 1998 et 2005 et aussi 1992 pour le filigrane. |  | |  | |

Le fond de sécurité est composé de figures géométriques, guilloches, micro-impressions et, en numismatique graphique, textes et peintures rupestres (équidés) sur le recto et motif extrait de peintures rupestres (gazelles) sur le verso.
Le billet est doté d'un filigrane en continu, à l’intérieur d'une bande verticale située à gauche du billet au recto et à droite au verso. Il comporte un fil de sécurité de type Windows-Thread,.
Le billet contient aussi un hologramme pour les séries de 1998 et 2005 d'une largeur de 13 millimètres de type (LEAD). À l’intérieur est reproduit le logo calligraphié et superposé en arabe de la "Banque d'Algérie" (بنك الجزائر), le buste de Jugurtha regardant vers la gauche et de l'Emir Abdelkader regardant alternativement vers la droite ou vers la gauche.
Un graphisme de type "PEAK" qui est ajusté sur la partie supérieure de la zone filigranée. De dimension 15 millimètres sur 30 millimètres, il reproduit sur toute la surface du rectangle le chiffre 1 000, qui apparaît en lumière frisante.

## Billet commémoratif

Recto du billet commémoratif.

En 2005 à l’occasion du soixantième anniversaire de la fondation de la Ligue des États arabes et de la tenue du dix-septième sommet des Chefs d’État arabes à Alger, la Banque d'Algérie avec à sa tête Mohamed Laksaci, a mis en circulation un billet de 1000 dinars commémoratif, qui a gardé toutes les caractéristiques du billet ordinaire, avec une modification mineure. Sur la partie supérieure droite, la tête du buffle préhistorique a été remplacée par le logo commémoratif du 60e anniversaire de la fondation de la Ligue des États arabes et de la tenue du dix-septième sommet des Chefs d’État arabes à Alger.

## Contrefaçon
Les coupures de 1 000 dinars algériens sont les plus contrefaites. L’un des grands scandales sur la contrefaçon des billets a été révélé en 2006, lorsque 44 rouleaux de papier fiduciaire transporté par un chauffeur routier allemand et destinés à imprimer plus de 17 millions de billets de 1000 dinars algériens ont été volés par trois hommes armés à Marseille. 51 millions de faux dinars algériens étaient saisis le 28 septembre 2008 à l'aéroport de Marignane, puis, quatre mois plus tard, trois des 44 rouleaux de papier fiduciaire étaient retrouvés dans une imprimerie clandestine de la mafia napolitaine. Du 20 au 21 décembre 2012, la cour d'assises du Rhône a condamné à des peines allant de quatre à dix ans de prison ferme les quatorze membres d'un réseau de contrefaçon de dinars algériens à Lyon.